# Ползино
Ползино (рос. Ползино) — присілок в Дзержинському районі Калузької області Російської Федерації.
Населення становить 4 особи. Входить до складу муніципального утворення Присілок Редькино.

## Історія
Від 2004 року входить до складу муніципального утворення Присілок Редькино.

## Населення
| 2002 | 2010 |
| ---- | ---- |
| 2    | ↗4   |